# Pressée de vivre (chanson)
Cet article concerne la chanson de Léa Castel. Pour l'album de la même chanteuse, voir Pressée de vivre.
Singles de Léa Castel
Dernière Chance
(2008) N'abandonne pas
(2010)
Pressée de vivre est une chanson de la chanteuse de RnB Léa Castel. C'est le deuxième single extrait de son album, Pressée de vivre sorti le 7 avril 2008. Le single est sorti le 7 avril 2008. Il est entré 17e la première semaine au classement des single. Il est resté pendant 19 semaines dans le classement single. Léa Castel a raconté dans les interviews qu'elle s'attachait beaucoup à cette chanson. 